# Michael Griffin
Michael Douglas Griffin (Aberdeen, Maryland, 1 de noviembre de 1949) es un físico e ingeniero norteamericano, se desempeñó como Administrador de la NASA desde el 13 de abril de 2005 hasta el 20 de enero de 2009. Como jefe de la agencia espacial americana supervisó áreas como el futuro de los vuelos espaciales tripulados, el futuro del telescopio espacial Hubble y el papel de la NASA en el estudio del cambio climático. Ha trabajado anteriormente en la NASA como Administrador para la Exploración Asociado. Cuando fue elegido jefe de la NASA trabajaba como director del Departamento Espacial del Laboratorio de Física Aplicada de la Universidad Johns Hopkins, en Lauren, Maryland. Se describe modestamente como "un simple ingeniero aeroespacial de una pequeña ciudad". También fue presidente y director de operaciones de In-Q-Tel, una organización privada sin fines de lucro financiado por la Agencia Central de Inteligencia (CIA) para identificar e invertir en compañías que desarrollan tecnologías de vanguardia.

## Estudios
- Licenciatura en física en la Universidad Johns Hopkins en 1971
- Máster en ciencia aeroespacial en la Universidad Católica de América (The Catholic University of America) en 1974
- Doctorado en ingeniería aeroespacial en la Universidad de Maryland en 1977
- Máster en ingeniería eléctrica en la Universidad de California Meridional (University of Southern California) en 1979
- Máster en física aplicada en la Universidad Johns Hopkins en 1983
- Máster en administración de negocios en la Universidad de Loyola
- Máster en ingeniería civil en la Universidad George Washington en 1998.

Es instructor certificado de vuelo con grados de instrumento y de multimotor.

## Administrador de la NASA

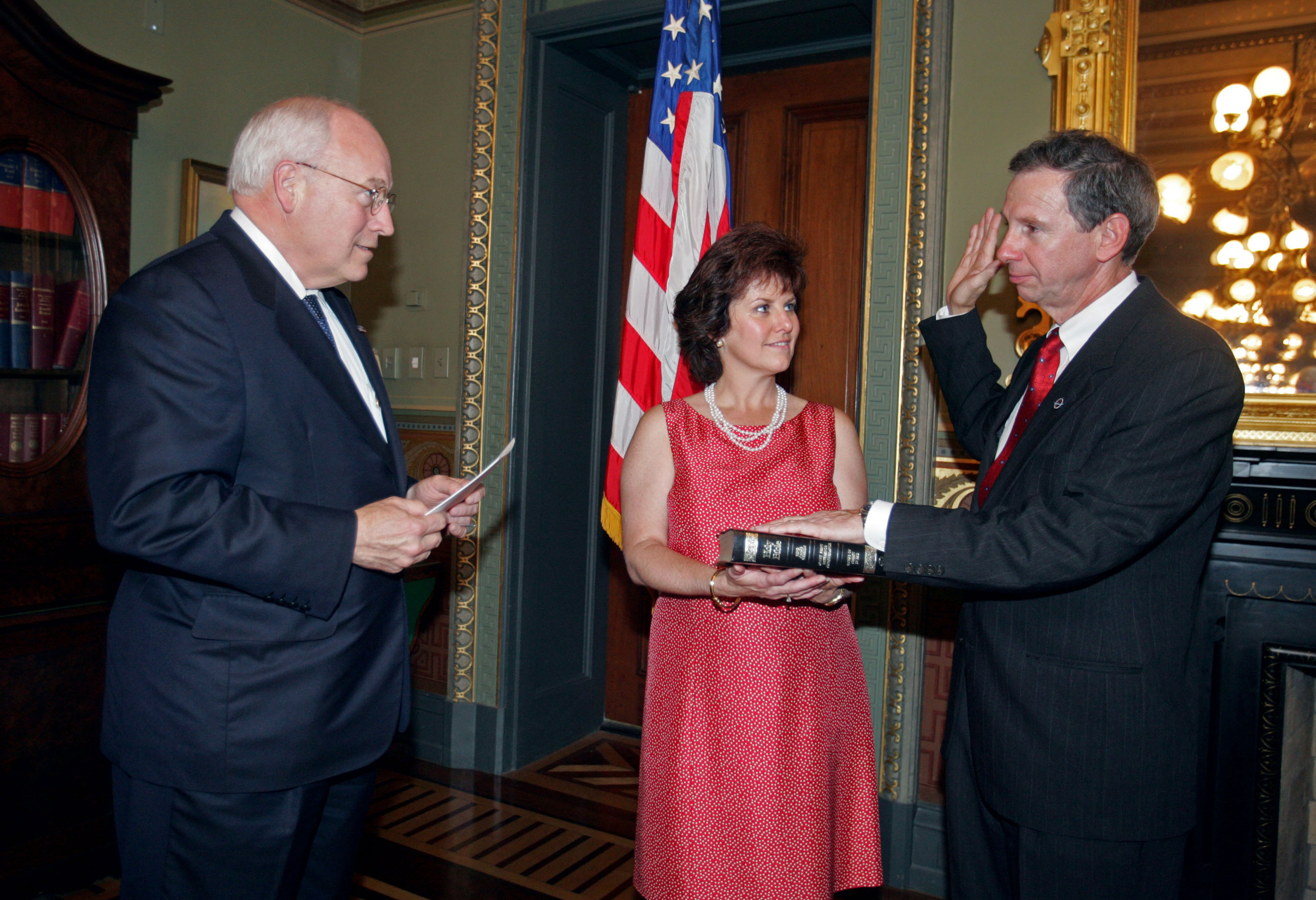
Griffin jura formalmente su cargo. El vicepresidente Dick Cheney jura formalmente al administrador de la NASA Michael Griffin mientras su esposa, Rebecca Griffin, sostiene la Biblia durante una ceremonia en la Oficina Ceremonial del Vicepresidente en el Edificio de Oficinas Ejecutivas Dwight D. Eisenhower el martes 28 de junio de 2005.

El 11 de marzo de 2005, el presidente George W. Bush anunció su intención de nominar a Griffin como el undécimo Administrador de la NASA. Fue confirmado por el Senado el 13 de abril de 2005. Posteriormente, Griffin fue juramentado por el vicepresidente Dick Cheney, algo extraño para un administrador de la NASA y que significa la importancia que la NASA tenía para la administración Bush. La administración incluso llamó a su ex director del equipo de transición de la NASA y jefe de personal, Courtney Stadd , para ayudar a Griffin. El 28 de septiembre de 2007, Griffin dijo que la NASA tiene como objetivo poner un hombre en Marte para 2037.
En una entrevista con The Guardian en julio de 2008, Griffin declaró que una oportunidad de avanzar a Marte extendiendo el programa Apolo se desperdició por un cambio de enfoque en los programas de transbordadores y estaciones espaciales que solo alcanzaron la órbita: "Pasé un tiempo analizando lo que podría haberlo hecho si hubiéramos utilizado los presupuestos que recibimos para explorar las capacidades inherentes al hardware Apollo después de su construcción. La respuesta corta es que hubiéramos estado en Marte hace 15 o 20 años, en lugar de dar vueltas interminables en la órbita terrestre baja". Era ampliamente conocido que Griffin esperaba mantener su trabajo bajo el presidente Barack Obama para que Constellation y los otros programas de la NASA pudieran mantener su progreso constante. En una llamada telefónica el día después de las elecciones, el senador Bill Nelson (D, FL) solicitó a Lori Garver , quien dirigió el Equipo de Transición de la Administración de Obama entrante, que la Administración le permitiera a Griffin permanecer como Administrador de la NASA para brindar continuidad programática y administrativa. Sin embargo, su renuncia (requerida y ofrecida por todos los jefes de agencias debido a un presidente entrante) fue aceptada. En parte, esto se debió a los desacuerdos entre Griffin y Garver sobre el estado del Proyecto Constelación. Griffin dio un discurso de despedida a la NASA el 16 de enero de 2009, en el que elogió a la NASA por su recuperación del desastre del transbordador espacial Columbia e instó a los empleados a apoyar al nuevo administrador, quien quiera que fuese. Dejó el cargo el día que asumió el presidente Barack Obama.

## Planes actuales para la NASA
Michael Griffin apoyó en su día el plan del presidente George W. Bush y seguir con un sistema tecnológico, plan que también fue apoyado por su predecesor Sean O'Keefe. Sin embargo, este punto en común entre Griffin y O'Keefe no se extiende a todos los aspectos de la NASA, ya que Griffin ha tenido que reconsiderar decisiones de su predecesor, como el problema del telescopio espacial Hubble, el desarrollo y reemplazo de los transbordadores espaciales, así como cambios en el personal de la agencia.
| Predecesor: Sean O'Keefe | Administrador de la NASA 2005 - 2009 | Sucesor: Charles F. Bolden, Jr. |

- Datos: Q357956
- Multimedia: Michael D. Griffin / Q357956